# Misje dyplomatyczne Wysp Salomona

Kraje, w których Wyspy Salomona mają swoje przedstawicielstwa dyplomatyczne

Misje dyplomatyczne Wysp Salomona – przedstawicielstwa dyplomatyczne Wysp Salomona przy innych państwach i organizacjach międzynarodowych. Poniższa lista zawiera wykaz obecnych ambasad i wysokich komisji (brak konsulatów zawodowych Wysp Salomona). Nie uwzględniono konsulatów honorowych.

## Europa
- Belgia
  - Bruksela (ambasada)
- Wielka Brytania
  - Londyn (wysoka komisja)

## Ameryka Północna
- Kuba
  - Hawana (ambasada)
- Stany Zjednoczone
  - Nowy Jork (ambasada)

## Azja
- Indonezja
  - Dżakarta (ambasada)

## Australia i Oceania
- Australia
  - Canberra (wysoka komisja)
  - Brisbane (konsulat generalny)
- Fidżi
  - Suva (wysoka komisja)
- Nowa Zelandia
  - Wellington (wysoka komisja)
- Papua-Nowa Gwinea
  - Port Moresby (wysoka komisja)

## Organizacje międzynarodowe
- ONZ
  - Nowy Jork - Stałe Przedstawicielstwo przy Organizacji Narodów Zjednoczonych
  - Paryż - Stałe Przedstawicielstwo przy UNESCO
  - Rzym - Stałe Przedstawicielstwo przy FAO
- Unia Europejska
  - Bruksela - Misja przy Unii Europejskiej